# Bérenga-Mossi
Pour les articles homonymes, voir Bérenga.
Ne doit pas être confondu avec Bérenga-Silmi-Mossi ou Bérenga-Foulbé.
Bérenga-Mossi est une localité située dans le département de Kalsaka de la province du Yatenga dans la région Nord au Burkina Faso.

## Géographie
Bérenga-Mossi se trouve à environ 20 km au sud-ouest du centre de Kalsaka, le chef-lieu du département, et à 40 km au sud de Séguénéga et de la route nationale 15. Le village est sur les bords du Nakembé, qui à cet endroit constitue le lac de retenue du barrage Oumarou-Kanazoé de Toéssin, le plus important de toute la région.
Bien qu'entités administrativement distinctes, Bérenga-Mossi forme un ensemble avec Bérenga-Foulbé et Bérenga-Silmi-Mossi.

## Économie
L'économie de Bérenga-Mossi est principalement orientée sur l'agriculture et l'élevage pratiqués à grande échelle grâce à l'irrigation permise par le lac.

## Santé et éducation
Le centre de soins le plus proche de Bérenga-Mossi est le centre de santé et de promotion sociale (CSPS) de Bérenga-Silmi-Mossi tandis que le centre médical avec antenne chirurgicale (CMA) de la province se trouve à Séguénéga.